# Pedagogenbuurt
De Pedagogenbuurt is een buurt in de wijk Zeist-Noord, onderdeel van de Nederlandse gemeente Zeist, provincie Utrecht, en onderdeel van de buurt Vollenhove (Zeist).

## Geschiedenis
De Pedagogenbuurt is eind jaren 60 gebouwd in een strook land tussen de Dreef en de - toen nog geplande - A28. Het maakte deel uit van het project "Bouwproject-Parkplan Vollenhove" en omvatte naast de Pedagogenbuurt vooral de flats van Vollenhove. Voor de bouw van de Pedagogenbuurt maakte dit gebied deel uit van het landgoed Vollenhoven.

## Kenmerken
De Pedagogenbuurt kenmerkt zich door een ruime 200 vrijwel identieke herenhuizen, met 3 bouwlagen, platte daken en gevels met veel glas en - oorspronkelijk - stalen gevels.
De buurt omvat de volgende straten:
- Comeniuslaan
- Daltonlaan
- Fröbellaan
- Jan Lighthartplein
- Montessorilaan
- Zamenhoflaan
- Laan van Vollenhove